# Melanotrichia dhananjaya
Melanotrichia dhananjaya är en nattsländeart som beskrevs av Schmid 1982. Melanotrichia dhananjaya ingår i släktet Melanotrichia och familjen Xiphocentronidae. Inga underarter finns listade i Catalogue of Life.